# Парсел прусик
Па́рсел пру́сик (парсел-прусик, парсел-пруссик, от англ. Purcell Prusik, от названия горного хребта Парсел на юго-востоке Британской Колумбии Канады, и названия узла Карла Прусика) в альпинизме — регулируемая петля самостраховки альпиниста, применяемая в спасательных работах.

## Способ завязывания
1. Сложить пополам корделет диаметром 7—8 мм, длиной 3—5 метров.
2. Завязать узел Прусика в 3 оборота на середине сдвоенного корделета.
3. Завязать концы корделета восьмёркой[12].

## Признаки
Плюсы
- Петлю возможно регулировать (увеличивать, уменьшать), благодаря схватывающему узлу[13]
- Амортизатор при возможных срывах, позволяющий несколько погасить фактор рывка[14], (однако, существуют возражения о том, что парсел прусик никак не подходит в качестве амортизатора рывка, а предназначен для спасательных работ в горах лишь как регулируемая петля)
- Широкий диапазон регулировки длины (30 см — 3 м) (с дополнительным карабином)

Минусы
- Долго завязывать[15]
- Система — громоздкая

## Применение
В горном спасении
- Система подвески для спуска пострадавшего со спасателем, позволяющая изменять длину страховки в широком диапазоне от 30-и сантиметров до трёх метров[16]

В альпинизме
- Петля самостраховки[8][17]